# Darcy-Gesetz
Das Darcy-Gesetz (auch Darcy-Gleichung), benannt nach dem französischen Ingenieur Henry Darcy, ist eine empirisch ermittelte Gesetzmäßigkeit der Strömungsmechanik. Sie wurde 1856 im Zusammenhang mit der von Darcy konzipierten Wassergewinnungsanlage für die Stadt Dijon veröffentlicht. Lange Zeit war nicht klar, warum das Darcy-Gesetz funktioniert und woraus es  herzuleiten ist. Heute weiß man, dass es sich dabei um eine spezielle Lösung der Navier-Stokes-Gleichung handelt.

## Definition
Das Darcy-Gesetz besagt, dass die Wassermenge {\displaystyle Q} (Durchflussrate in m³/s), die die gesamte Querschnittsfläche {\displaystyle A} (Porenraum + Matrix) eines porösen Mediums (z. B. Sand) laminar durchströmt, direkt proportional ist zum hydraulischen Gradienten {\displaystyle i}:
{\displaystyle {\frac {Q}{A}}=v_{\mathrm {f} }=-k_{\mathrm {f} }\cdot i}
- Der Begriff Filtergeschwindigkeit {\displaystyle v_{\mathrm {f} }} ist historisch gewachsen; tatsächlich handelt es sich um einen flächenbezogenen Durchfluss (englisch specific discharge), der eben die Einheit einer Geschwindigkeit aufweist: {\displaystyle \mathrm {{\frac {m^{3}}{s\cdot m^{2}}}={\frac {m}{s}}} .} Er wird auch Volumenflussdichte genannt.
- Der Proportionalitätsfaktor {\displaystyle k_{\mathrm {f} }} ist der Durchlässigkeitsbeiwert.
- Das Minuszeichen bringt zum Ausdruck, dass die Strömung in Richtung fallender Standrohrspiegelhöhen erfolgt.

Die restlichen beiden Größen der Darcy-Gleichung werden in den folgenden Unterkapiteln erläutert.

### Durchlässigkeitsbeiwert
Der Proportionalitätsfaktor des Darcy-Gesetzes, der Durchlässigkeitsbeiwert {\displaystyle k_{\mathrm {f} }}, ist ein dimensionsbehafteter Kennwert (Einheit m/s), der durch Laborversuche bestimmt werden kann (Durchlässigkeitsversuch). Er ist nicht nur von der Porengeometrie abhängig, sondern auch von der Dichte {\displaystyle \rho _{\mathrm {F} }} (in kg/m³) und der dynamischen Viskosität {\displaystyle \eta _{\mathrm {F} }} (in Ns/m²) des durchströmenden Fluids, z. B. Wasser bei 10 °C oder Erdöl im Boden (Petrochemie):
{\displaystyle k_{\mathrm {f} }=K{\frac {\rho _{\mathrm {F} }}{\eta _{\mathrm {F} }}}\,g}
Darin ist:
- {\displaystyle K} die (intrinsische) Permeabilität (Einheit m²), ein vom durchströmenden Medium unabhängiger Kennwert für die Durchlässigkeit eines porösen Mediums; oft auch angegeben in der Einheit Darcy.
- {\displaystyle g} die Schwerebeschleunigung

### Hydraulischer Gradient
Der dimensionslose hydraulische Gradient {\displaystyle i} (auch hydraulisches oder Potentialgefälle genannt) ist im Allgemeinen, wie die Filtergeschwindigkeit vf auch, eine vektorielle Größe und somit gerichtet. Er ergibt sich aus der örtlichen Ableitung der Standrohrspiegelhöhe (Piezometerhöhe) h(x) in die einzelnen Koordinatenrichtungen x:
{\displaystyle i(x)=-\operatorname {grad} (h(x))=-{\frac {\mathrm {d} h}{\mathrm {d} x}}.}
In der Grundwasserhydrologie wird der hydraulische Gradient zwischen zwei Punkten B und C mit dem Abstand L voneinander entlang der Fließstrecke häufig linear angenommen:
{\displaystyle i={\frac {h_{B}-h_{C}}{L}}}
{\displaystyle \Rightarrow {\frac {Q}{A}}=-k_{\mathrm {f} }\,{\frac {h_{B}-h_{C}}{L}}\;.}

## Transportgeschwindigkeit
Die Transportgeschwindigkeit von Wasserteilchen (oder vollständig gelösten Wasserinhaltsstoffen) wird durch die Abstandsgeschwindigkeit {\displaystyle v_{\textrm {a}}} beschrieben, die gebildet wird als Quotient der Filtergeschwindigkeit und der effektiven Porosität {\displaystyle \Phi _{f}}:
{\displaystyle v_{\textrm {a}}={\frac {1}{\Phi _{f}}}\,v_{\textrm {f}}\;.}
Da {\displaystyle \Phi _{f}} kleiner als eins ist, ist die Abstandsgeschwindigkeit und damit auch die Transportgeschwindigkeit größer als die Filtergeschwindigkeit.

## Nicht-lineare Bereiche
Die von Darcy ermittelte Proportionalität von Geschwindigkeit und hydraulischem Gradienten lässt sich in Experimenten nicht immer beobachten.
Wenn beispielsweise die Geschwindigkeiten in den Poren so groß werden, dass keine laminare, sondern eine turbulente Strömung vorherrscht, erfolgt infolge erhöhter Dissipation ein stärkerer Potentialabbau, eine Auftragung zwischen Fließgeschwindigkeit und Gradient wird in diesem Bereich erkennbar nichtlinear. Um die turbulenten Effekte zu berücksichtigen, wurde die Darcy-Gleichung von Philipp Forchheimer um einen Term zur Forchheimer-Gleichung erweitert.
Ähnliche nichtlineare Effekte gibt es auch bei sehr geringen Gradienten. Dann können Oberflächenkräfte dominieren, so dass eine nichtlineare Abnahme der Filtergeschwindigkeit mit fallendem Gradienten beobachtet werden kann.

## Durchströmung nicht-mischbarer Fluide
Das Darcy-Gesetz gilt streng genommen nicht, wenn sich in den Poren mehrere Fluide aufhalten und bewegen können. Wie stark der Einfluss ist, hängt von der Viskosität der beteiligten Fluide ab. Dies kann z. B. bei der Verlagerung von nicht mischbaren Flüssigkeiten (LNAPL oder DNAPL) im Grundwasser eintreten.
Bei der Versickerung von Niederschlägen im Boden kann man häufig davon ausgehen, dass die Luft hinreichend schnell entweichen kann und stets Atmosphärendruck in der Gasphase herrscht. Dieser Strömungsprozess wird häufig analog zum Darcy-Gesetz beschrieben, allerdings mit einem von der Wassersättigung abhängigen kf-Wert (teilgesättigte Strömung).